# المسواح (بعدان)

تعديل مصدري - تعديل

المسواح محلة تابعة لقرية الدهماء، التابعة لعزلة حيسان بمديرية بعدان إحدى مديريات محافظة إب في الجمهورية اليمنية، بلغ تعداد سكانها 21نسمة حسب تعداد اليمن لعام 2004.